# Bay St. Louis
Bay St. Louis è una città (city) degli Stati Uniti d'America, capoluogo della contea di Hancock, nello Stato del Mississippi.

## Geografia fisica

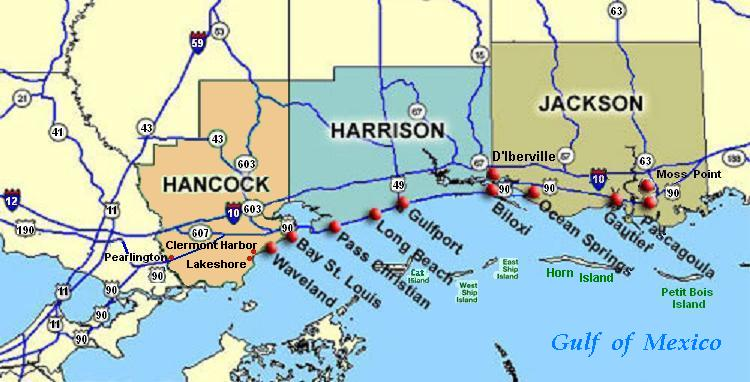
La costa del Mississippi sul Golfo del Messico con la posizione di Bay St. Louis.

## Galleria d'immagini

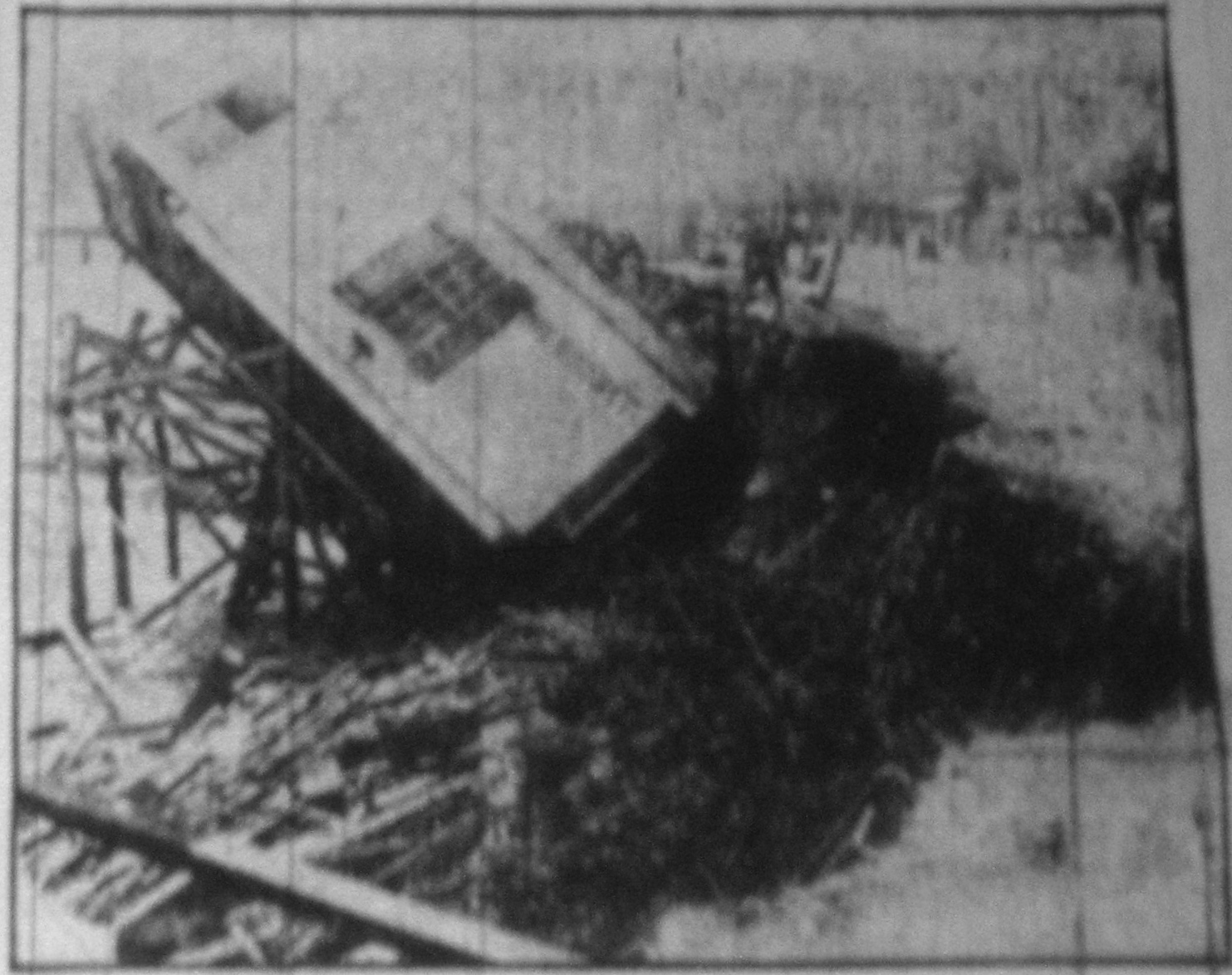
Gil effetti di un uragano nel 1909.
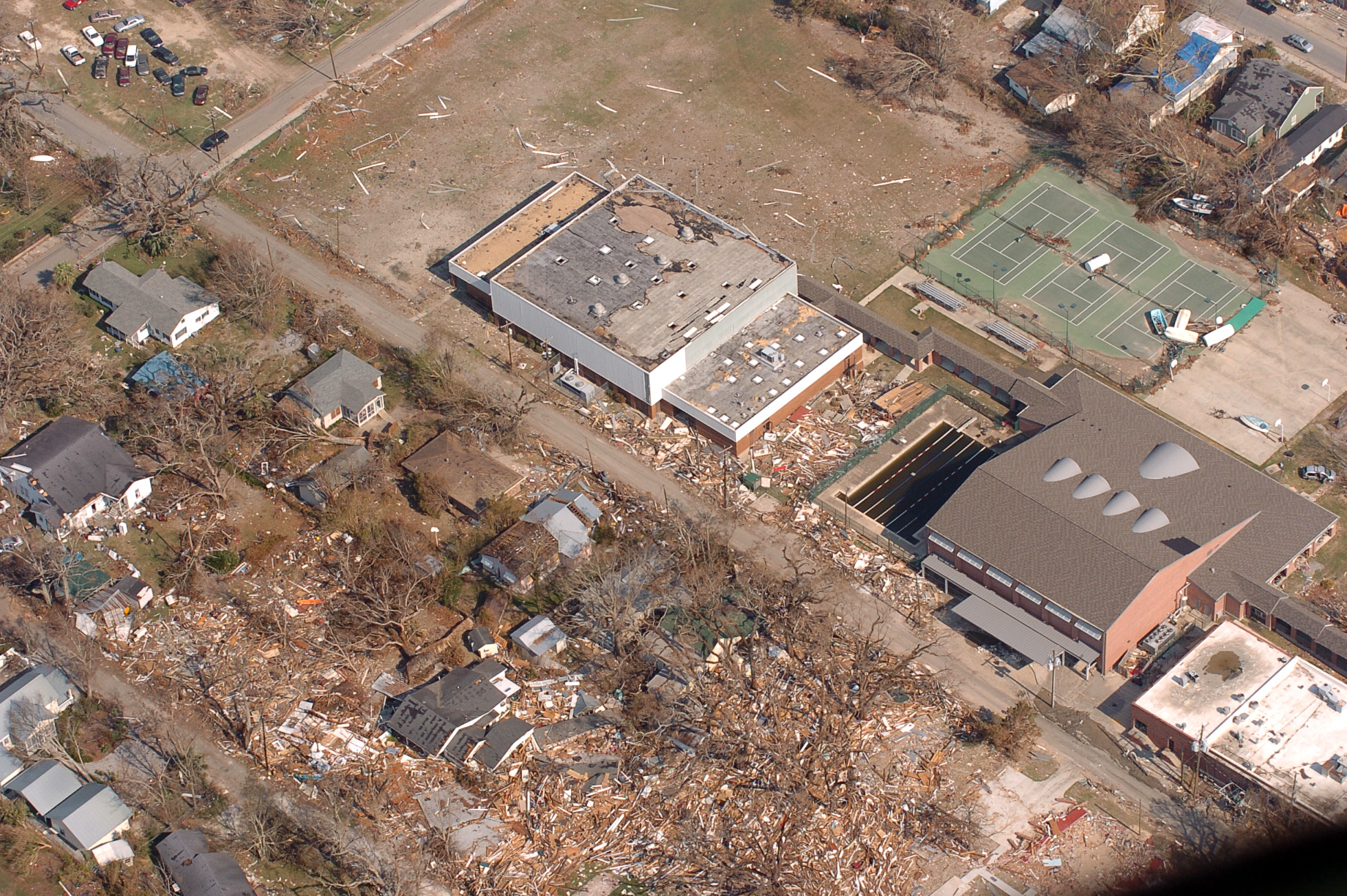
Il college Saint Stanislaus danneggiato dall'uragano Katrina.
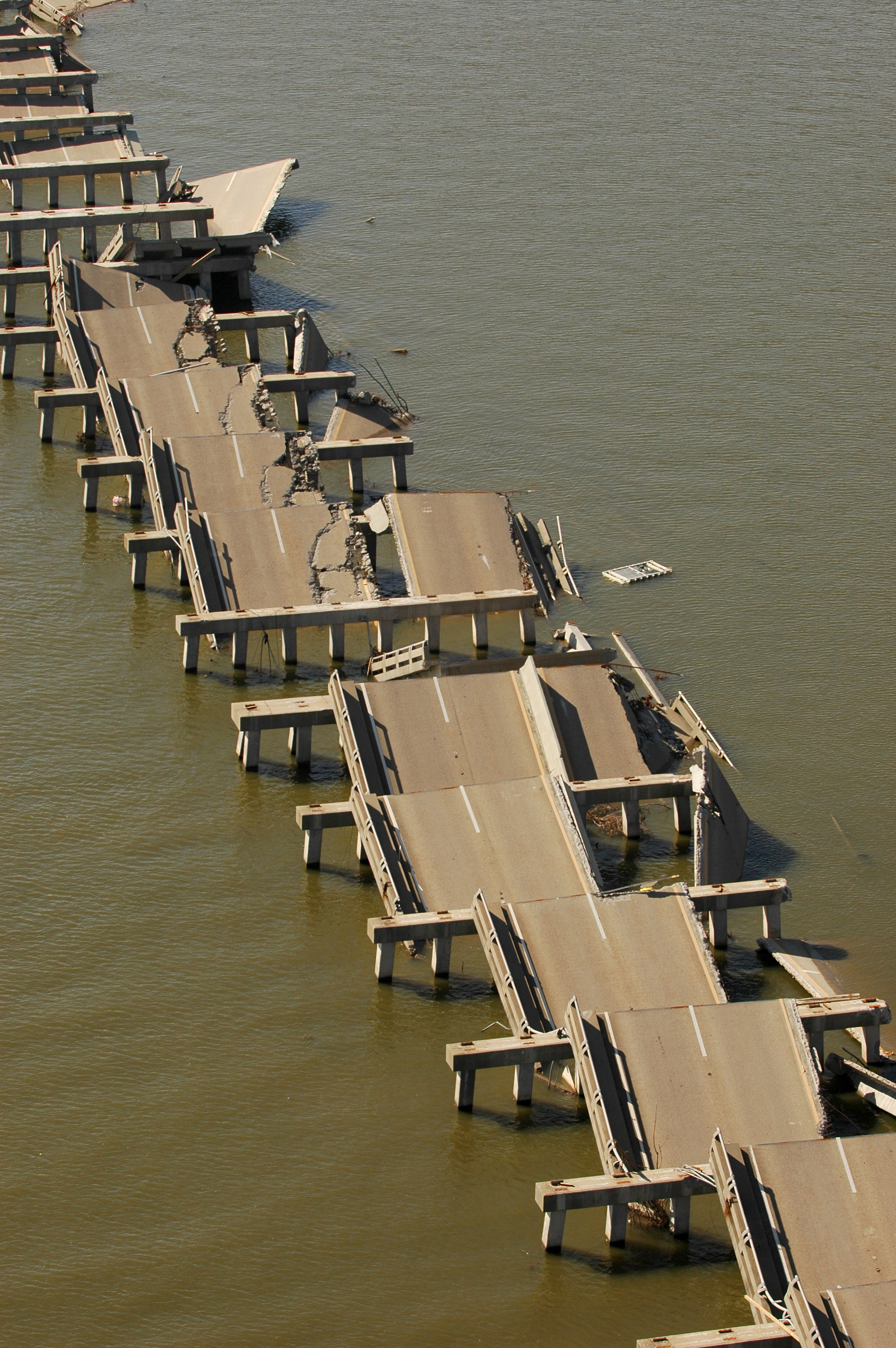
Gli effetti dell'uragano Katrina sul ponte della US Highway 90 nell'agosto del 2005.
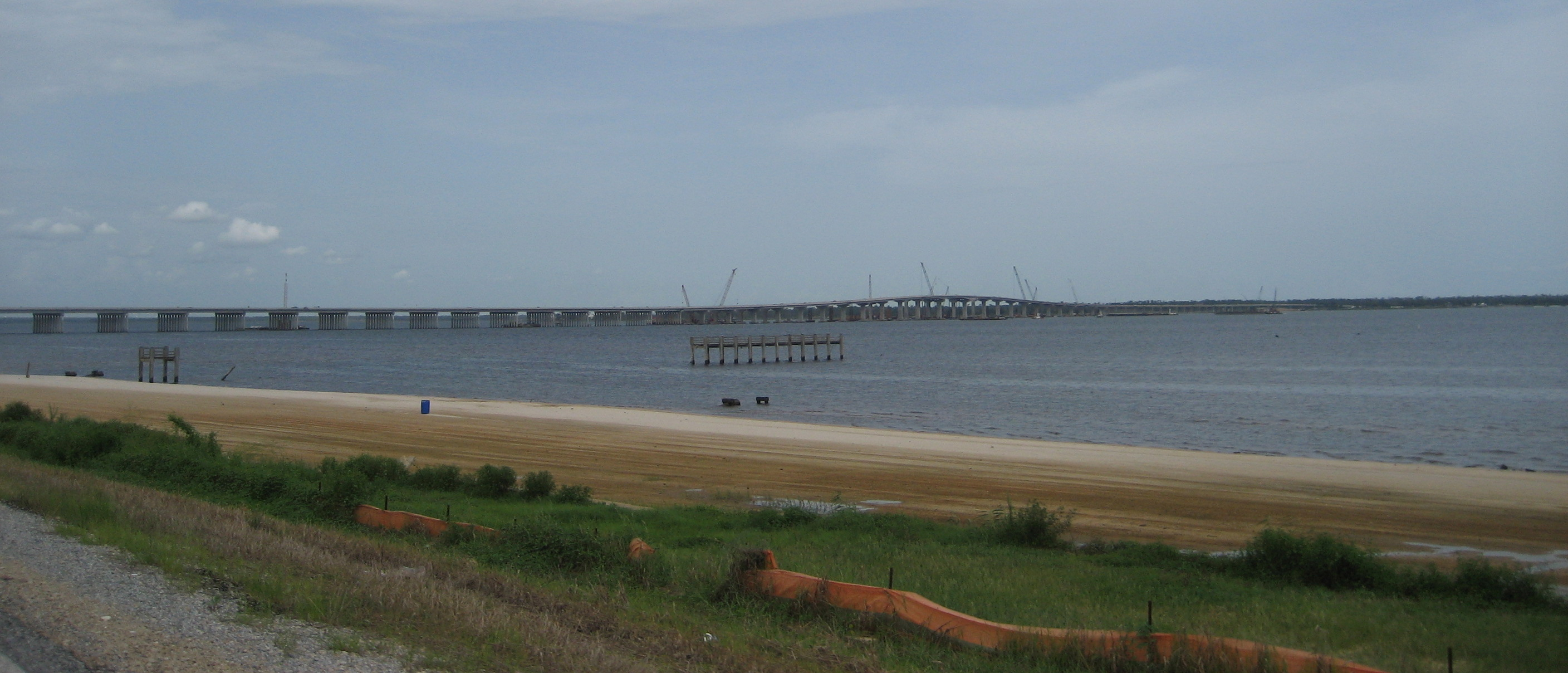
Il ponte ricostruito in una immagine del 2007.
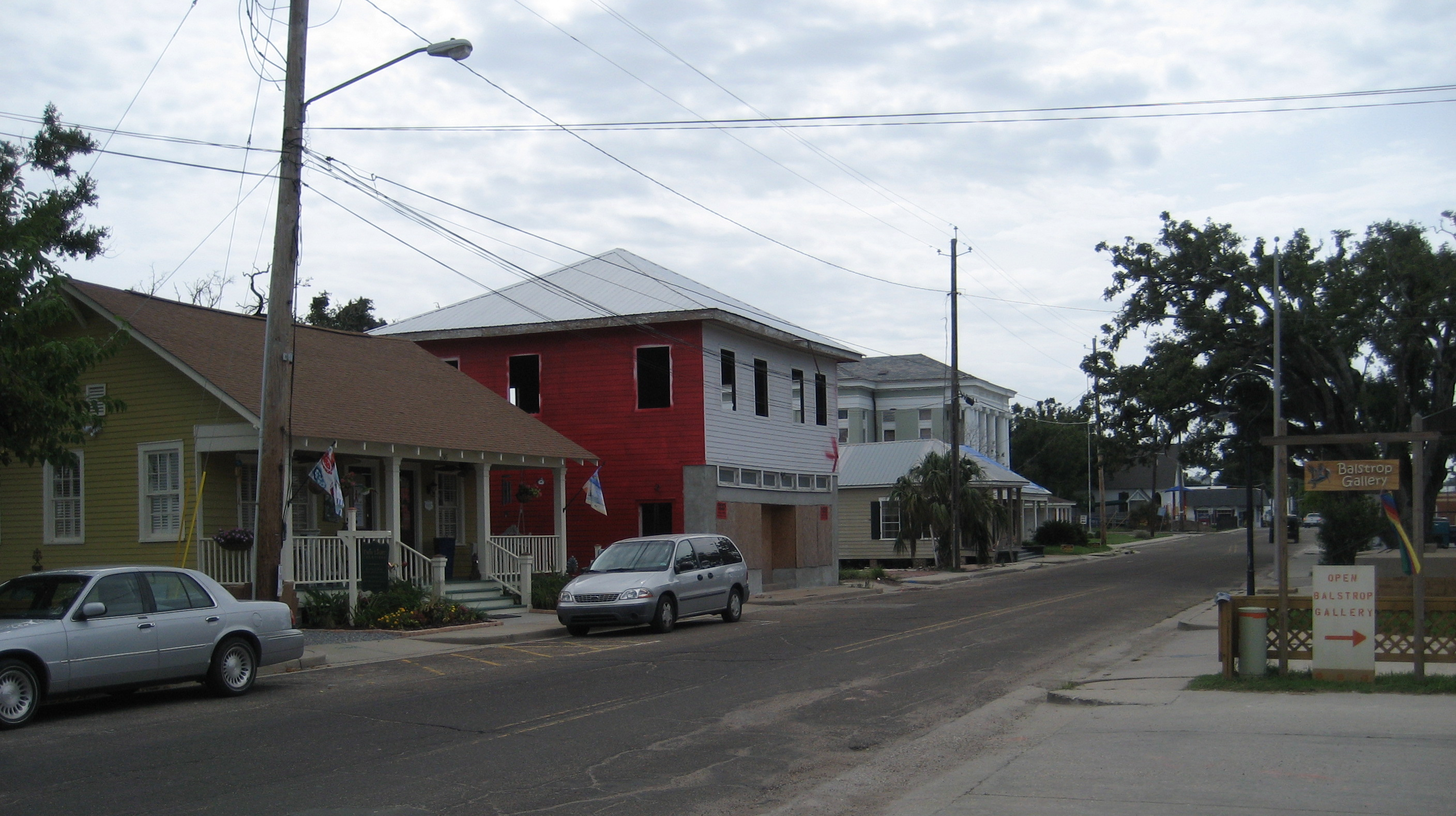
Bay St. Louis a due anni dall'uragano Katrina.
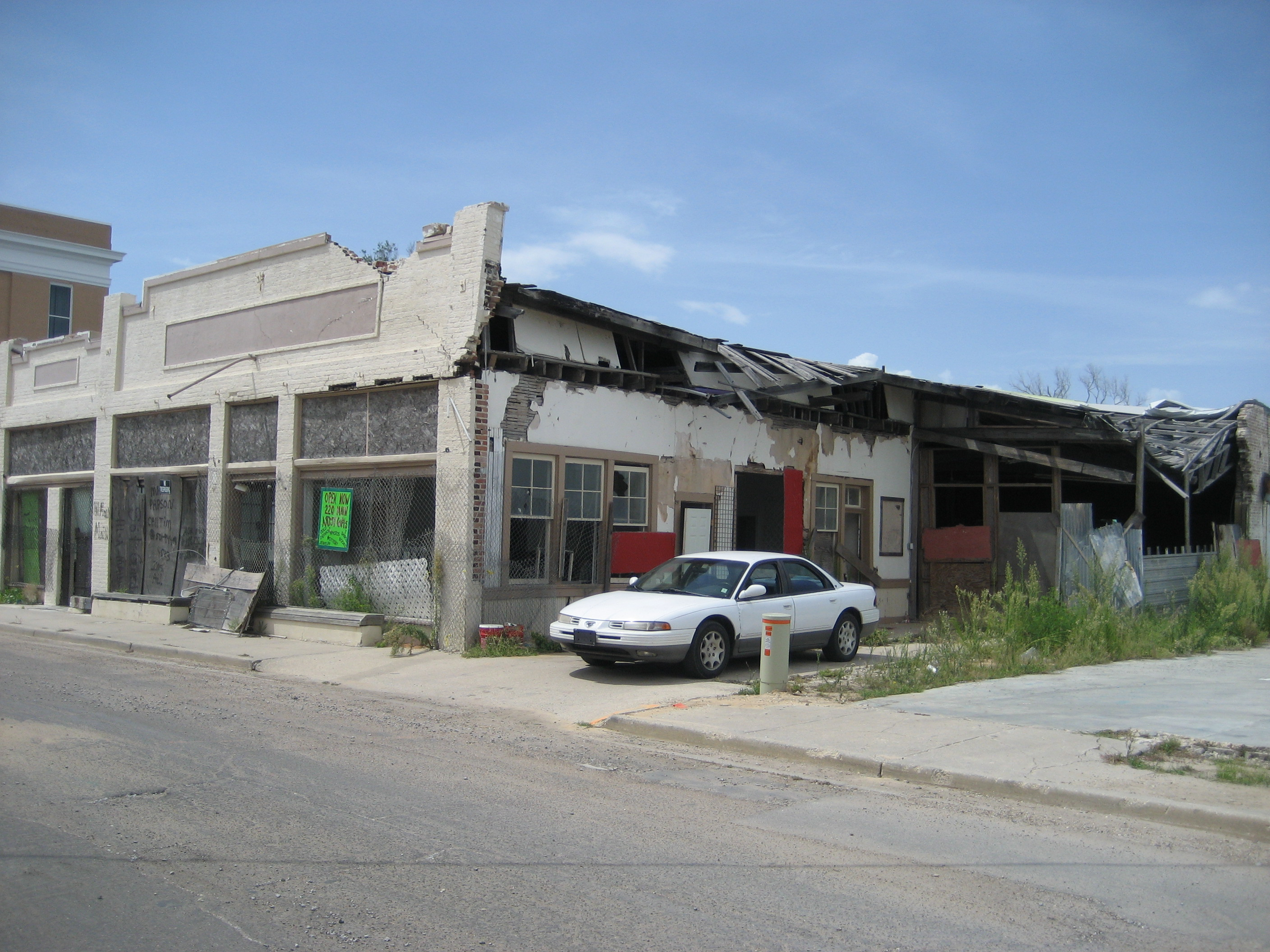
Gli effetti dell'uragano ancora visibili nel 2007.
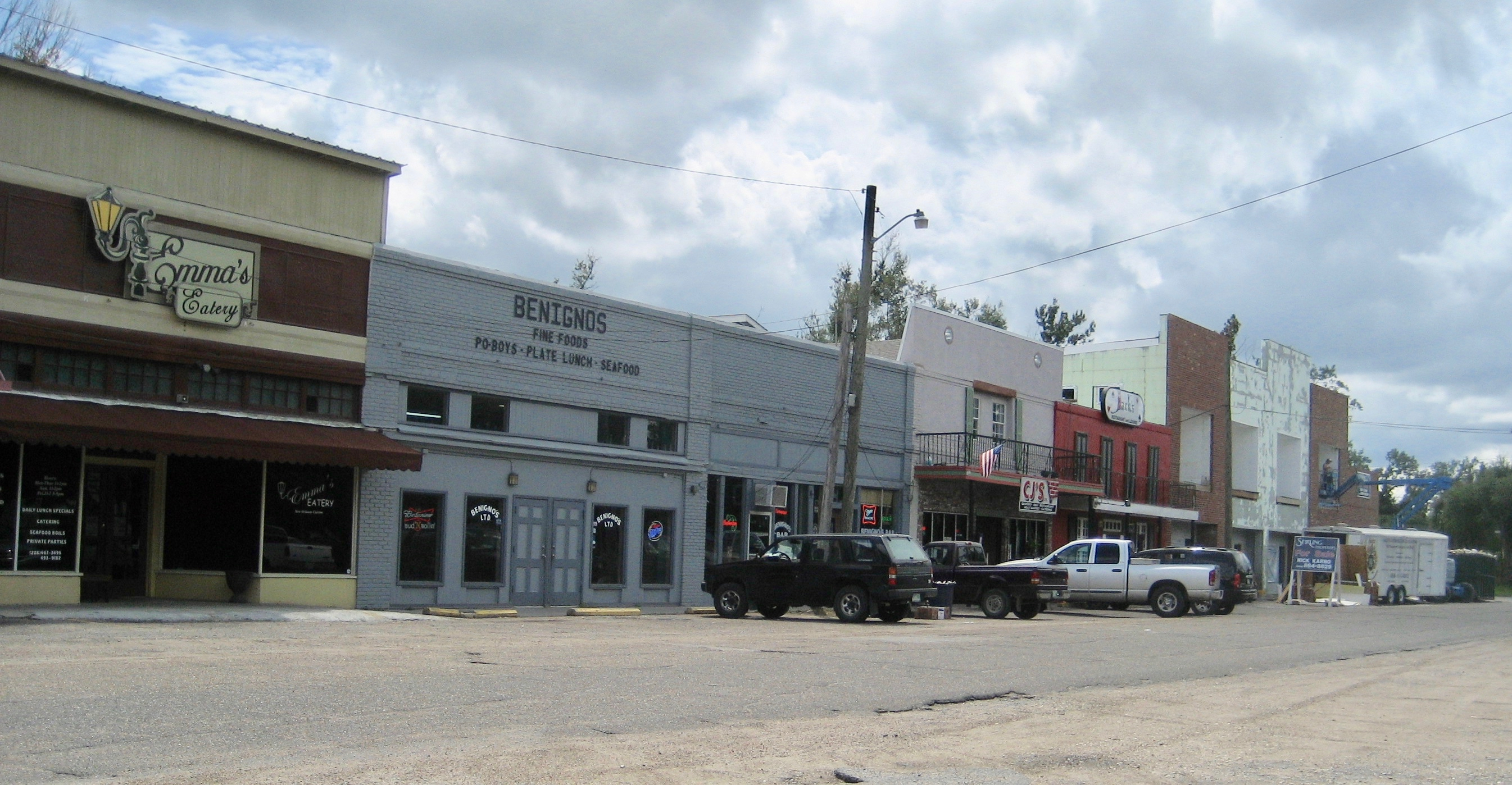
Esercizi commerciali di Bay St. Louis.
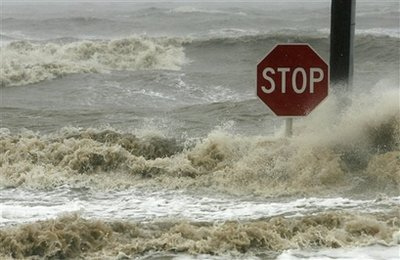
Gli effetti dell'uragano Gustav su Bay St. Louis nel settembre del 2008.